# 1990년 광저우 바이윈 공항 충돌 사고
1990년 광저우 바이윈 공항 충돌 사고(중국어: 1990年广州白云机场劫机相撞事件, 영어: 1990 Guangzhou Baiyun airport collisions)는 1990년 10월 2일 오전 샤먼에서 광저우로 향하던 샤먼항공 8301편 보잉737 여객기가 공중에서 납치되어 광저우 바이윈 국제공항에 착륙하는 과정에서 남방항공 보잉757, 남서항공 보잉707 여객기와 연이어 충돌한 사고다. 납치범은 폭탄이 자신의 옷 안에 있다며 조종사들에게 중화민국 타이베이 중정 국제공항으로 가라고 위협하였다. 결국 비행기는 연료 부족으로 광저우 바이윈 국제공항에 착륙했고, 항공기는 활주로를 이탈해 중국남서항공 4305편과 중국남방항공 3523편을 차례로 들이받아 사고 항공기 모두 파손되었고, 많은 사상자가 발생했다.

## 8301편의 하이재킹
1990년 10월 2일, 후난성 린리현 출신의 장샤오펑(蒋晓峰)은 대만으로의 정치적 망명을 위해 샤먼 항공 8301편 보잉 737-200 여객기를 납치했다. 비행기가 샤먼에서 이륙한 직후 장샤오펑은 꽃을 든 채 조종석에 다가갔지만, 보안요원들은 그를 들여보냈다. 타임지에 따르면, 경비원들은 장샤오펑이 조종사들에게 중추절 선물로 꽃을 주는 것으로 착각했다고 한다. 기사에 의하면, 그는 조종실에 들어서자 자신이 입고 있던 폭탄 조끼를 보여주면서 중화민국 타이베이행을 지시했고 조종사 첸룽유를 제외한 모든 승무원에게 조종석 밖으로 나가라고 했지만, 조종사는 말을 듣지 않았다.

## 착륙 및 충돌
착륙 직전 장샤오펑은 조종사로부터 항공기의 통제권을 빼앗는 데 성공했으며, 샤먼 항공의 보잉 737은 빠른 속도로 비상 착륙했다. 이 과정에서 청두로부터 막 도착한 중국 남서항공 4305편 보잉 707-300B의 기수부분을 날개로 들이받아 당시 조종석에 있던 조종사가 경상을 입었다. 여전히 제어가 불가능한 샤먼 항공의 보잉 737은 상하이로 출발하기 위해 대기하던 중국남방항공 3523편과 충돌한 뒤 멈춰 섰다.
샤먼 항공 보잉 737에서는 승무원 9명 중 7명과 승객 93명 중 75명(대만 30명, 홍콩 3명, 미국인 1명 포함)이 사망했다. 중국남방항공 보잉 757기에서는 승무원 12명 전원이 생존해 110명 중 46명이 사망했다. 사망한 승객 중 8명은 대만 출신이었다. 이번 참사로 샤먼 항공기의 납치범 장씨를 포함해 모두 128명이 사망했다.

## 납치범
장샤오펑은 1988년 9월 절도 혐의로 체포된 적이 있다. 1990년 구매 대행으로 일하던 그는 7월 13일 RMB 17,000위안을 가지고 도망쳤다. 그는 납치 당시 경찰에 의해 수배 중이었다.
두 달 후인 9월 29일 장샤오펑은 샤먼시 국경 부근의 호텔에 체크인했다. 다음날, 그는 납치하러 갈 비행기 좌석을 예약했다. 장샤오펑은 10월 2일 오전 6시경 호텔에서 체크아웃한 뒤 공항으로 향했다. 검은 양복에 검은 드레싱화를 신고 검은 여행 가방을 메고 플라스틱 장미를 들고 있는 모습이 포착됐다. 장샤오펑은 이 비행기에 마지막으로 탑승했다. 그는 16D 좌석에 앉아 있었다.

## 같이 보기
- 에티오피아 항공 961편